# Alezio
Alezio es una localidad italiana de la provincia de Lecce, región de Puglia, con 5.512 habitantes.

Ubicación de la ciudad de Alezio dentro de la provincia de Lecce.

## Evolución demográfica
| Gráfica de evolución demográfica de Alezio entre 1861 y 2001 |
|                                                              |
| Fuente ISTAT - elaboración gráfica de Wikipedia              |